# Adam Brown
Adam Brown (Hungerford, Berkshire, Inglaterra; 29 de mayo de 1980) es un actor británico que, aunque ha desarrollado casi toda su carrera en el teatro, resulta principalmente conocido para el gran público por haber interpretado al enano Ori el las tres películas de Peter Jackson basadas en la novela El hobbit.

## Primeros años
Nacido en la pequeña localidad de Hungerford, situada en el campestre condado de Berkshire, Brown se sintió atraído por la interpretación desde muy joven. Después de estudiar en el John O'Gaunt Community Technology College de Hungerford, Brown se matriculó en la Universidad de Artes Escénicas de Middlesex donde conoció a la que se convertiría en su pareja artística, Clare Plested.

## Carrera teatral
Adam Brown y Clare Plested, contando también con la contribución de Amanda Wilsher, escriben y protagonizan juntos sus propias obras teatrales, y han creado la compañía cómica «Plested and Brown» con la que han obtenido muchos éxitos en las tablas de Newbury y en las de todo el mundo. La primera obra de la compañía fue Carol Smillie Trashed my Room, a la que siguió The Reconditioned Wife Show y Flamingo Flamingo Flamingo. Tras finalizar la gira de esta obra , el dúo viajó a Corea del Sur en agosto de 2004 donde representó Flamingo Flamingo Flamingo en el Festival Internacional de Teatro de Keochang ante cerca de 400 personas.
Pero sus mayores éxitos los consiguieron con la gira de la obra Hot Pursuit. Primero, en 2005, los llevó a Armenia, donde representaron la obra en el marco del Festival Internacional de Teatro de Ereván, popularmente conocido como High Fest. Y un año más tarde, en 2006, curiosamente, la gira los llevó a Nueva Zelanda, donde realizaron 16 representaciones (y 5.000 kilómetros de viajes) en un total de cuatro semanas.
Desde entonces, la compañía Plested and Brown ha realizado otras cuatro producciones teatrales: Minor Spectacular, Health and Stacey, Mucking Around y The Perfect Wife Roadshow. Además, el dúo Plested and Brown ha sido el favorito del Corn Exchange de Newbury durante los últimos tres años, participando en las pantomimas de La Bella y la Bestia (2007), Aladino (2008) y El Gato con Botas (2009). Del 3 de diciembre de 2010 al 3 de enero de 2011 está previsto que la compañía represente la pantomima de La bella durmiente en el marco de una nueva edición del Corn Exchange de Newbury.

## Carrera televisiva y cinematográfica
Desde 2009, Brown interpreta a Oswald Potter en la popular serie infantil ChuckleVision, de la CBBC. Cuando se anunció que Brown interpretaría a Ori en lo que iban a ser dos películas basadas en El hobbit, el joven actor británico se encontraba de gira por el Reino Unido representando The Perfect Wife Roadshow, la última obra de Plested and Brown. El hobbit supone la primera aparición de Brown en el cine.